# Kees van der Zalm
Cornelis van der Zalm, detto Kees (Loosduinen, 30 settembre 1901 – Morwell, 25 dicembre 1957), è stato un calciatore olandese, di ruolo centrocampista.

## Carriera
A livello di club, Kees van der Zalm ha giocato tra le file della squadra del VUC Den Haag.
Ha giocato anche 3 partite con la Nazionale olandese, l'esordio è avvenuto il 12 giugno 1927, a Copenaghen, contro la Danimarca, quando è subentrato a Harry Dénis. Con gli Oranje ha preso parte anche alle Olimpiadi di Amsterdam 1928.

## Statistiche

### Cronologia presenze e reti in Nazionale
| Cronologia completa delle presenze e delle reti in nazionale ― Paesi Bassi | Cronologia completa delle presenze e delle reti in nazionale ― Paesi Bassi | Cronologia completa delle presenze e delle reti in nazionale ― Paesi Bassi | Cronologia completa delle presenze e delle reti in nazionale ― Paesi Bassi | Cronologia completa delle presenze e delle reti in nazionale ― Paesi Bassi | Cronologia completa delle presenze e delle reti in nazionale ― Paesi Bassi | Cronologia completa delle presenze e delle reti in nazionale ― Paesi Bassi | Cronologia completa delle presenze e delle reti in nazionale ― Paesi Bassi |
| Data                                                                       | Città                                                                      | In casa                                                                    | Risultato                                                                  | Ospiti                                                                     | Competizione                                                               | Reti                                                                       | Note                                                                       |
| -------------------------------------------------------------------------- | -------------------------------------------------------------------------- | -------------------------------------------------------------------------- | -------------------------------------------------------------------------- | -------------------------------------------------------------------------- | -------------------------------------------------------------------------- | -------------------------------------------------------------------------- | -------------------------------------------------------------------------- |
| 12-6-1927                                                                  | Copenaghen                                                                 | Danimarca                                                                  | 1 – 1                                                                      | Belgio                                                                     | Amichevole                                                                 | -                                                                          | 12’                                                                        |
| 9-6-1929                                                                   | Stoccolma                                                                  | Svezia                                                                     | 6 – 2                                                                      | Paesi Bassi                                                                | Amichevole                                                                 | -                                                                          |                                                                            |
| 12-6-1929                                                                  | Oslo                                                                       | Norvegia                                                                   | 4 – 4                                                                      | Paesi Bassi                                                                | Amichevole                                                                 | -                                                                          |                                                                            |
| Totale                                                                     |                                                                            | Presenze                                                                   | 3                                                                          |                                                                            | Reti                                                                       | 0                                                                          |                                                                            |